# NHL All-Star Game 2016
NHL All-Star Game 2016 – 61 Mecz Gwiazd ligi NHL odbył się 31 stycznia 2016 w hali Bridgestone Arena w Nashville. Gospodarzem po raz pierwszy była miejscowa drużyna Nashville Predators. Zawody odbyły się w nowej formule. Wystąpiły cztery drużyny reprezentujące poszczególne dywizje. Zwyciężyła drużyna Dywizji Pacyficznej, która w finale pokonała 1:0 drużynę Dywizji Atlantyckiej. MVP turnieju wybrany został John Scott.

## Regulamin zawodów
Mecze rozgrywane były przez drużyny składające się z bramkarza i trzech zawodników w polu. Każdy mecz składał się z dwóch części po 10 minut każda. W przypadku remisu po 20 minutach o zwycięstwie decydować miały rzuty karne.

## Konkursy umiejętności
Tradycyjnie Mecz Gwiazd poprzedziły w dniu 30 stycznia konkursy (m.in. na celność strzału, siłę strzału, najszybszego zawodnika i rzutów karnych). 
Wystąpiły dwie drużyny reprezentujące poszczególne konferencje. Zwyciężyła drużyna Dywizji Atlantyckiej. Indywidualnie zwyciężyli: Shea Weber (siła strzału - 108,1 km/h), Dylan Larkin (najszybszy zawodnik - 13,172 sek. poprawiony dotychczasowy rekord Mike Gartnera wynoszący 13,386 sekundy) i John Tavares (celność strzału - 12,294 sekundy).

## Składy drużyn
W drodze głosowania kibiców wybrani zostali kapitanowie drużyn: Aleksandr Owieczkin (Dywizja Metropolitalna), John Scott (Dywizja Pacyficzna), Patrick Kane (Dywizja Centralna) i Jaromír Jágr (Dywizja Atlantycka). Następnie do każdej drużyny wybranych zostało sześciu napastników, trzech obrońców i dwóch bramkarzy przy założeniu, że z jednej drużyny nie może być więcej niż czterech zawodników i wszystkie drużyny dywizji muszą być reprezentowane. 15 stycznia John Scott przeszadł z Arizona Coyotes do Montreal Canadiens zmieniając dywizję. Został dopuszczony do występu nie reprezentując żadnego klubu a Arizona Coyotes nie miała swojego reprezentanta. Ze względu na kontuzję nie wystąpił Aleksandr Owieczkin (zastąpił go Jewgienij Kuzniecow) oraz Jonathan Toews (zastąpił go James Neal). Rolę kapitana Dywizji Metropolitalnej przejął John Tavares.
| Dywizja Pacyficzna          |                                |                                |                                  |                               |                                 |
| Napastnicy                  |                                |                                |                                  |                               |                                 |
| John Scott Bez drużyny      | Taylor Hall Edmonton Oilers    | Johnny Gaudreau Calgary Flames | Corey Perry Anaheim Ducks        | Daniel Sedin Vancouv. Canucks | Joe Pavelski San Jose Sharks    |
| Obrońcy                     | Obrońcy                        | Obrońcy                        | Bramkarze                        | Bramkarze                     | Trener                          |
| Brent Burns San Jose Sharks | Drew Doughty Los Angeles Kings | Mark Giordano Calgary Flames   | Jonathan Quick Los Angeles Kings | John Gibson Anaheim Ducks     | Darryl Sutter Los Angeles Kings |

| Dywizja Centralna               |                                |                                 |                             |                                     |                                |
| Napastnicy                      |                                |                                 |                             |                                     |                                |
| Patrick Kane Chicago Blackhawks | Jamie Benn Dallas Stars        | Matt Duchene Colorado Avalanche | Tyler Seguin Dallas Stars   | Władimir Tarasienko St. Louis Blues | James Neal Nashville Predators |
| Obrońcy                         | Obrońcy                        | Obrońcy                         | Bramkarze                   | Bramkarze                           | Trener                         |
| Dustin Byfuglien Winnipeg Jets  | Shea Weber Nashville Predators | Roman Josi Nashville Predators  | Devan Dubnyk Minnesota Wild | Pekka Rinne Nashville Predators     | Lindy Ruff Dallas Stars        |

| Dywizja Metropolitalna           |                                      |                                    |                                         |                                       |                                   |
| Napastnicy                       |                                      |                                    |                                         |                                       |                                   |
| John Tavares New York Islanders  | Jewgienij Małkin Pittsburgh Penguins | Brandon Saad Columbus Blue Jackets | Jewgienij Kuzniecow Washington Capitals | Nicklas Bäckström Washington Capitals | Claude Giroux Philadelphia Flyers |
| Obrońcy                          | Obrońcy                              | Obrońcy                            | Bramkarze                               | Bramkarze                             | Trener                            |
| Justin Faulk Carolina Hurricanes | Kris Letang Pittsburgh Penguins      | Ryan McDonagh New York Rangers     | Cory Schneider New Jersey Devils        | Braden Holtby Washington Capitals     | Barry Trotz Washington Capitols   |

| Dywizja Atlantycka             |                                    |                                |                                |                                 |                                                       |
| Napastnicy                     |                                    |                                |                                |                                 |                                                       |
| Jaromír Jágr Florida Panthers  | Steven Stamkos Tampa Bay Lightning | Patrice Bergeron Boston Bruins | Dylan Larkin Detroit Red Wings | Leo Komarov Toronto Maple Leafs | Ryan O’Reilly Buffalo Sabres                          |
| Obrońcy                        | Obrońcy                            | Obrońcy                        | Bramkarze                      | Bramkarze                       | Trener                                                |
| P.K. Subban Montreal Canadiens | Erik Karlsson Ottawa Senators      | Aaron Ekblad Florida Panthers  | Ben Bishop Tampa Bay Lightning | Roberto Luongo Florida Panthers | G. Gallant 31.01.2017 Gerard Gallant Florida Panthers |

## Wyniki spotkań
| PÓŁFINAŁY                                   |             | | |
| Drużyny                                     | Wynik meczu | Strzelcy bramek | Strzelcy bramek |
| Dywizja - Dywizja Atlantycka Metropolitalna | 4 : 3       | 03:47 Erik Karlsson (1) 09:22 Jaromír Jágr (1) 12:52 Aaron Ekblad (1) 15:22 P.K. Subban (1) | 01:01 Kris Letang (1) 04:16 Jewgienij Kuzniecow (1) 10:25 Jewgienij Małkin (1)                                                          |
| Dywizja - Dywizja Pacyficzna Centralna      | 9 : 6       | 00:47 John Scott (1) 05:26 Joe Pavelski (1) 08:17 Johnny Gaudreau (1) 11:49 Daniel Sedin (1) 13:27 John Scott (2) 14:04 Taylor Hall (1) 14:28 Daniel Sedin (2) 17:44 Taylor Hall (2) 18:45 Drew Doughty (1) | 00:26 James Neal (1) 08:01 James Neal (2) 09:27 Patrick Kane (1) 14:36 Dustin Byfuglien (1) 14:49 Tyler Seguin (1) 18:53 Roman Josi (1) |
| FINAŁ                                       |             | | |
| Dywizja - Dywizja Pacyficzna Atlantycka     | 1 : 0       | 13:38 Corey Perry (1) | |